# Фогтс, Альберт
Альберт Фогтс (нем. Albert Voigts; 4 июня 1904 года — 30 июня 1943 года, Заксенхаузен, Германия) — инженер, антифашист, член движения Сопротивления организации «Красная капелла» во время Второй мировой войны.

## Биография
Альберт Фогтс родился 4 июня 1904 года. Он был профессиональным инженером. Вместе с Гансом и Эльзой Зусманами, Эльфридой Пауль и Вальтером Кюхенмайстером организовал ячейку берлинской группы движения Сопротивления. Эта ячейка была тесно связана с антифашистским кружком Оды Шоттмюллер и Курта Шумахера.
В начале октября 1942 года был арестован гестапо и заключен в концентрационный лагерь Заксенхаузен. Его обвинили в написании антинацистской брошюры, но за неимением доказательств (несмотря на жестокие пытки над обвиняемым), судебного разбирательства не было.
Альберт Фогтс умер 30 июня 1943 года в концентрационном лагере Заксенхаузен.